# منصة البيانات المفتوحة
منصة البيانات المفتوحة السعودية أو البوابة الوطنية للبيانات المفتوحة هي منصة إلكترونية سعودية تتيح إمكانية الوصول إلى مجموعات البيانات المفتوحة في المملكة العربية السعودية. أطلقتها الهيئة السعودية للبيانات والذكاء الاصطناعي (سدايا) عام 2019، وأعادت تطويرها ضمن نسخةٍ محدّثةٍ عام 2023.
تعمل المنصة على جمع البيانات المفتوحة، وتوفيرها بصيغ مفتوحة وقابلة للاستخدام وإعادة الاستخدام. تتيح نقطة الوصول المركزية للمستخدمين إمكانية الاطلاع على مجموعات البيانات وتنزيلها واستخدامها لأغراض متعددة، كالبحث وإعداد التقارير وتطوير التطبيقات.

## تاريخ المنصة
بدأت رحلة البيانات المفتوحة في عام 2011 عندما أطلقت المملكة العربية السعودية أول مبادرة للبيانات الحكومية المفتوحة، والتي تهدف إلى توفير مجموعات البيانات المفتوحة العالية القيمة والقابلة لإعادة الاستخدام لرفع الشفافية وتعزيز الابتكار وتمكين اقتصاد مبني على البيانات، حيث تأتي هذه الجهود ضمن الأعمال القائمة لدعم تحقيق مستهدفات رؤية السعودية 2030.

## رخصة البيانات المفتوحة
تنص رخصة البيانات المفتوحة على أن للمستخدم حرية استخدام وإعادة استخدام وإنتاج أعمال عن مجموعة البيانات، أو تعديلها أو تحويلها أو البناء عليها بشرط ذكر المصدر بالطريقة المحددة في الترخيص. تُعد رخصة سمات البيانات المفتوحة المشتركة (Open Data Commons Attribution License) اتفاقية ترخيص تهدف إلى السماح للمستخدمين بمشاركة مجموعة البيانات الخاصة بصاحب بيانات محدد وتعديلها واستخدامها وإعادة استخدامها بحرية. يمكن أن تتضمن قواعد البيانات محتويات مختلفة (فعلى سبيل المثال تكون الصور والمواد السمعية والبصرية والأصوات في قاعدة البيانات نفسها)، وبالتالي فإن هذه الرخصة تحكم حقوق استخدام قاعدة البيانات فقط، وليس محتويات قاعدة البيانات بشكل فردي. ولذلك قد يرغب مانح الترخيص في استخدام هذه الرخصة مع رخصة أخرى للمحتويات.

## حوكمة البيانات المفتوحة
تقوم حوكمة البيانات في المنصة على سياسات عدة للمستخدمين والجهات المسجلة على حد سواء، تشمل:
للمستخدمين:
·        الوصول الحر: يمكن لأي شخص الاطلاع وتحميل جميع مجموعات البيانات المنشورة دون الحاجة للتسجيل.
·        المشاركة والتفاعل: يمكن للمستخدمين مشاركة قصص نجاحهم الناتجة عن استخدام البيانات.
·        الاطلاع على قصص نجاح الآخرين وآخر الأخبار والفعاليات.
·        ترك تعليقات او تقييمات على مجموعات البيانات والمنظمات يتطلب التسجيل في المنصة.
·        طلب الحصول على مجموعات بيانات غير منشورة.
·        سهولة التواصل: توفر المنصة قنوات متعددة للتواصل مع فريق الدعم، مثل الدردشة الفورية ونماذج الاتصال.
·        واجهة برمجة التطبيقات: يتيح قسم المطورين للمبرمجين الاستفادة من البيانات بشكل برمجي (API) لتطوير تطبيقات مبنية على البيانات.
للجهات المسجلة:
·        امكانية إدارة صفحة الجهة.
·        نشر وتحديث مجموعات البيانات.
·        معالجة طلبات الحصول على مجموعات البيانات غير منشورة.

## سياسة البيانات المفتوحة في السعودية
تخضع البيانات المفتوحة في السعودية للسياسة العالمية حول البيانات المفتوحة وفق عدة ضوابط ومبادئ وهي:
المبدأ الأول: الأصل في البيانات الإتاحة، ويضمن هذا المبدأ إتاحة بيانات الجهات العامة للجميع من خلال الإفصاح عنها أو تمكين الوصول إليها أو استخدامها مالم تقتضِ طبيعتها عدم الإفصاح عنها أو حماية خصوصيتها أو سريتها.
المبدأ الثاني: الصيغة المفتوحة وإمكانية القراءة آليا، حيث تتاح البيانـات وتوفيرهـا بصيغـة مقـروءة آليـاً تسـمح بمعالجتهـا بشـكل آلـي – بحيـث يتـم حفظهـا بصيــغ الملفــات شــائعة الاســتخدام مثــل: (CSV  أو XLS ، أو JSON  ، أو XML ).
المبدأ الثالث: حداثة البيانات، تنشر أحدث إصدار من مجموعات البيانات (Data Sets) المفتوحة بصفة منتظمة وإتاحتها للجميع حال توافرها. كما يتم نشر البيانات المجمعة من قبل الجهات العامة في أسرع وقت ممكن بمجرد جمعها، كلما أمكن ذلك، وتُعطى الأولية للبيانات التي تقل فائدتها بمرور الوقت
المبدأ الرابع: الشمولية، يجب أن تكون مجموعات البيانات المفتوحة شاملة وتتضمن أكبر قدر ممكن من التفاصيل، وأن تعكس البيانات المسجلة بما لا يتعارض مع سياسة حماية البيانات الشخصية. كما يجب إدراج البيانات الوصفية التي توضح وتشرح البيانات الأولية، مع تقديم التفسيرات أو المعادلات التي توضح كيفية استخلاص البيانات أو احتسابها.
المبدأ الخامس: عدم التمييز، حيث ينص هذا المبدأ على إتاحة مجموعات البيانات للجميع دون تمييز ودون حاجة للتسجيل – يكون بإمكان أي شخص الوصول إلى البيانات المفتوحة المنشورة في أي وقت دون الحاجة إلى التحقيق من الهوية أو تقديم مسوغ للوصول إليها.
المبدأ السادس: أن تتاح البيانات بدون مقابل مالي للجميع.
المبدأ السابع: ترخيص البيانات المفتوحة في المملكة تخضع البيانات المفتوحة لترخيص يحدد الأساس النظامي لاستخدام البيانات المفتوحة وكذلك الشروط والالتزامات والقيود المفروضة على المستخدم. كما يدل استخدام البيانات المفتوحة على قبول شروط الترخيص.
المبدأ الثامن: تطوير نموذج الحوكمة وإشراك الجميع تمكّن البيانات المفتوحة عملية الاطلاع والمشاركة للجميع، وتعزز شفافية ومساءلة الجهات العامة ودعم عملية صنع القرار وتقديم الخدمات..